# Arrivederci (Warm Guns-sang)
"Arrivederci" er en single af det danske band Warm Guns fra albummet Italiano Moderno, udgivet i 1981.

## Trackliste
1. "Arrivederci" (Muhl)  – 2:50
2. "Hard Luck" (Muhl) – 3:13

## Medvirkende
- Lars Muhl - vokal og keyboards
- Lars Hybel - guitar, bas ("Hard Luck")
- Frank Lorentzen - guitar og keyboards
- Jens G. Nielsen - trommer
- Jacob Perbøll - bas ("Arrivederci")